# Orotone

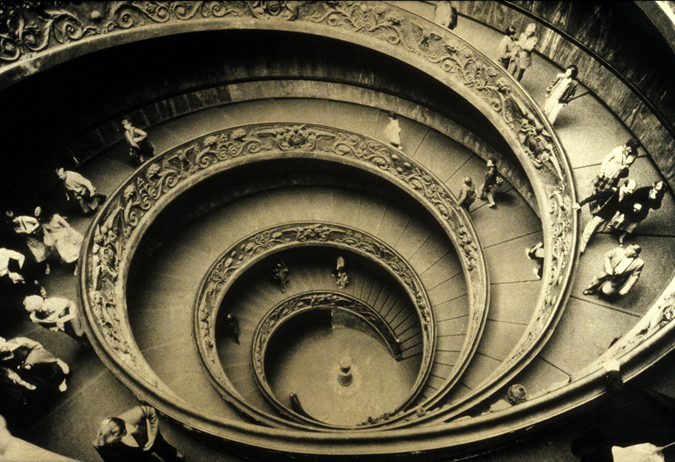
"Musées du Vatican Double Spiral", estampe orotone de Sally Larsen, 1983.

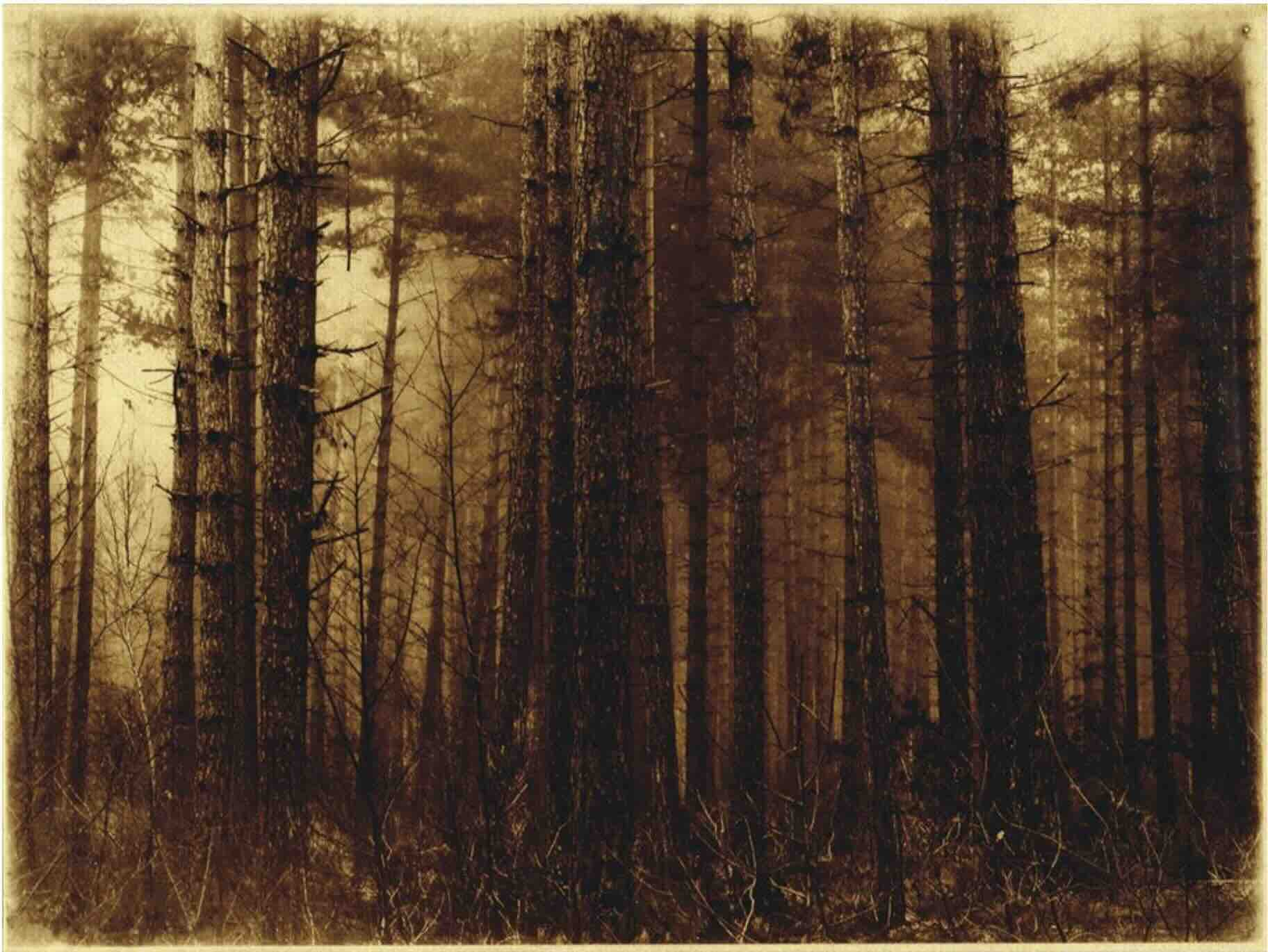
Forêt de pins, tirage orotone réalisé par Caroline Chik, 2017

Un orotone (appelé également goldtone aux États-Unis) est l'un des types d'épreuves photographiques qui peuvent être réalisées à partir d'un négatif. Une photographie orotone est créée en tirant un positif sur une plaque de verre préalablement enduite d'une émulsion au gélatinobromure d'argent. Après exposition et développement, le dos de la plaque est enduit d'un vernis doré, pour donner une image qui devient noir et or. Alternativement, la plaque de verre développée peut être dorée à la main avec de la feuille d'or.

## Hier et maintenant

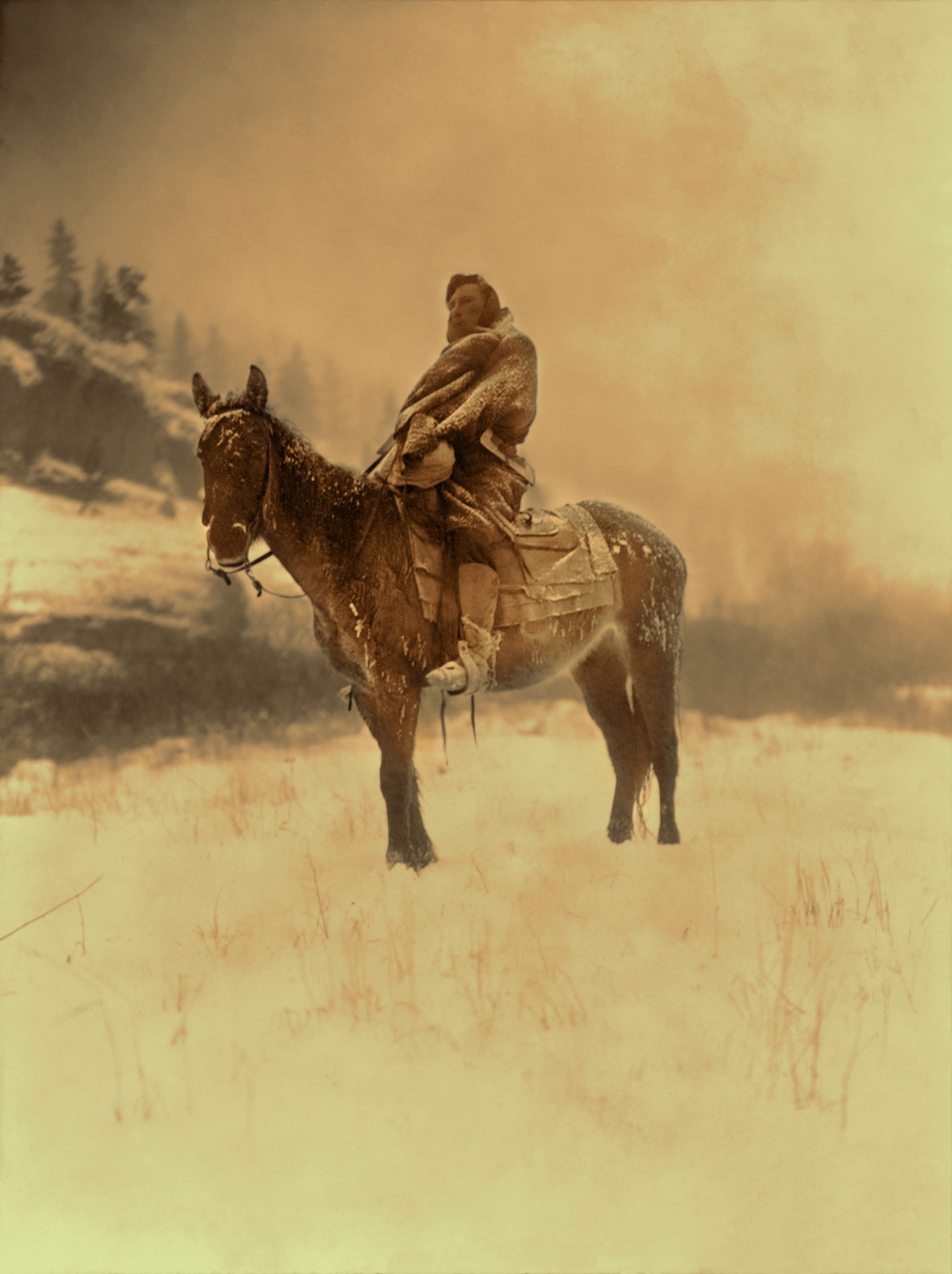
Un faux orotone créé dans Photoshop en imitant les couleurs d'impressions orotone réelles.

La fabrication de tirages orotones était un art contemporain au début du XXe siècle. Les orotones sont souvent présents dans les intérieurs associés au Arts and Crafts Movement. Beaucoup de ces orotones sont du photographe Edward S. Curtis, qui a produit des centaines de photographies orotones d'Amérindiens au cours de sa carrière. Curtis a développé ce qu'il nommait le "Curt-Tone", en utilisant des techniques qu'il prétendait supérieures. Curtis aurait utilisé un vernis obtenu à partir d'huile de banane imprégnée de pigments dorés,.
Curtis a promu son processus comme suit :

« Le tirage photographique ordinaire, aussi bon soit-il, manque de profondeur et de transparence, ou plus exactement de translucidité. Nous savons tous combien les pierres et les galets sont beaux dans le ruisseau limpide de la forêt où l'eau absorbe le bleu de le ciel et le vert du feuillage, mais quand nous prenons les mêmes cailloux irisés de l'eau et les séchez, ils sont ternes et sans vie, il en va de même avec l'impression photographique ordinaire, mais dans les Curt-Tones, toute la transparence est conservée et ils sont aussi pleins de vie et scintillent qu'une opale. »

Caroline Chik, Sally Larsen et Ryan Zoghlin sont des praticiens modernes de la photographie orotone.